# Dawson Mathis
Marvin Dawson Mathis, född 30 november 1940 i Nashville i Georgia, död 17 april 2017 i Tifton i Georgia, var en amerikansk demokratisk politiker. Han var ledamot av USA:s representanthus 1971–1981.
Mathis studerade vid South Georgia State College och arbetade på WALB-TV i Albany i Georgia innan han blev politiker. År 1971 efterträdde han Maston E. O'Neal som kongressledamot och efterträddes 1981 av Charles Floyd Hatcher.